# Chiesa di San Bartolomeo (Alto Malcantone)
La chiesa parrocchiale di san Bartolomeo è un edificio religioso che si trova a Vezio, frazione di Alto Malcantone in Canton Ticino.

## Storia
La struttura viene citata per la prima volta in documenti storici risalenti al 1444. Nel 1746 venne completamente ricostruita (la chiesa originale occupa il transetto di quella attuale, il cui asse è stato quindi ruotato di 90 gradi verso nord per permettere questo ampliamento). Nel 1713 venne eretto il campanile.

## Descrizione
La chiesa ha una pianta a croce greca. La navata è ricoperta da una volta a botte e sul coro è stata costruita una cupola.